# Dolsk, Tỉnh West Pomeranian
Dolsk [dɔlsk] (tiếng Đức: Dölzig) là một ngôi làng thuộc khu hành chính của Gmina Dębno, thuộc quận Myślibórz, West Pomeranian Voivodeship, ở phía tây bắc Ba Lan. Nó nằm khoảng 13 kilômét (8 mi) phía đông bắc Dębno, 15 km (9 mi) phía nam Myślibórz và 70 km (43 mi) phía nam thủ đô khu vực Szczecin.
Trước năm 1945, khu vực này là một phần của Đức. Đối với lịch sử của khu vực, xem Lịch sử của Pomerania.
Ngôi làng có dân số 213 người.